# Kreilhof
Kreilhof ist eine Ortschaft und eine Katastralgemeinde der Statutarstadt Waidhofen an der Ybbs in Niederösterreich.

## Geschichte
Laut Adressbuch von Österreich waren im Jahr 1938 in Kreilhof ein Bäcker, ein Gastwirt, ein Gemischtwarenhändler, ein Tischler und einige Landwirte ansässig.

## Siedlungsentwicklung
Zum Jahreswechsel 1979/1980 befanden sich in der Katastralgemeinde Kreilhof insgesamt 129 Bauflächen mit 38157 m² und 75 Gärten auf 289965 m², 1989/1990 waren es 125 Bauflächen. 1999/2000 war die Zahl der Bauflächen auf 245 angewachsen und 2009/2010 waren es 158 Gebäude auf 243 Bauflächen.

## Landwirtschaft
Die Katastralgemeinde ist landwirtschaftlich geprägt. 519 Hektar wurden zum Jahreswechsel 1979/1980 landwirtschaftlich genutzt und 739 Hektar waren forstwirtschaftlich geführte Waldflächen. 1999/2000 wurde auf 411 Hektar Landwirtschaft betrieben und 846 Hektar waren als forstwirtschaftlich genutzte Flächen ausgewiesen. Ende 2018 waren 380 Hektar als landwirtschaftliche Flächen genutzt und Forstwirtschaft wurde auf 863 Hektar betrieben. Die durchschnittliche Bodenklimazahl von Kreilhof beträgt 20 (Stand 2010).